# Inmigración chilena en los Estados Unidos

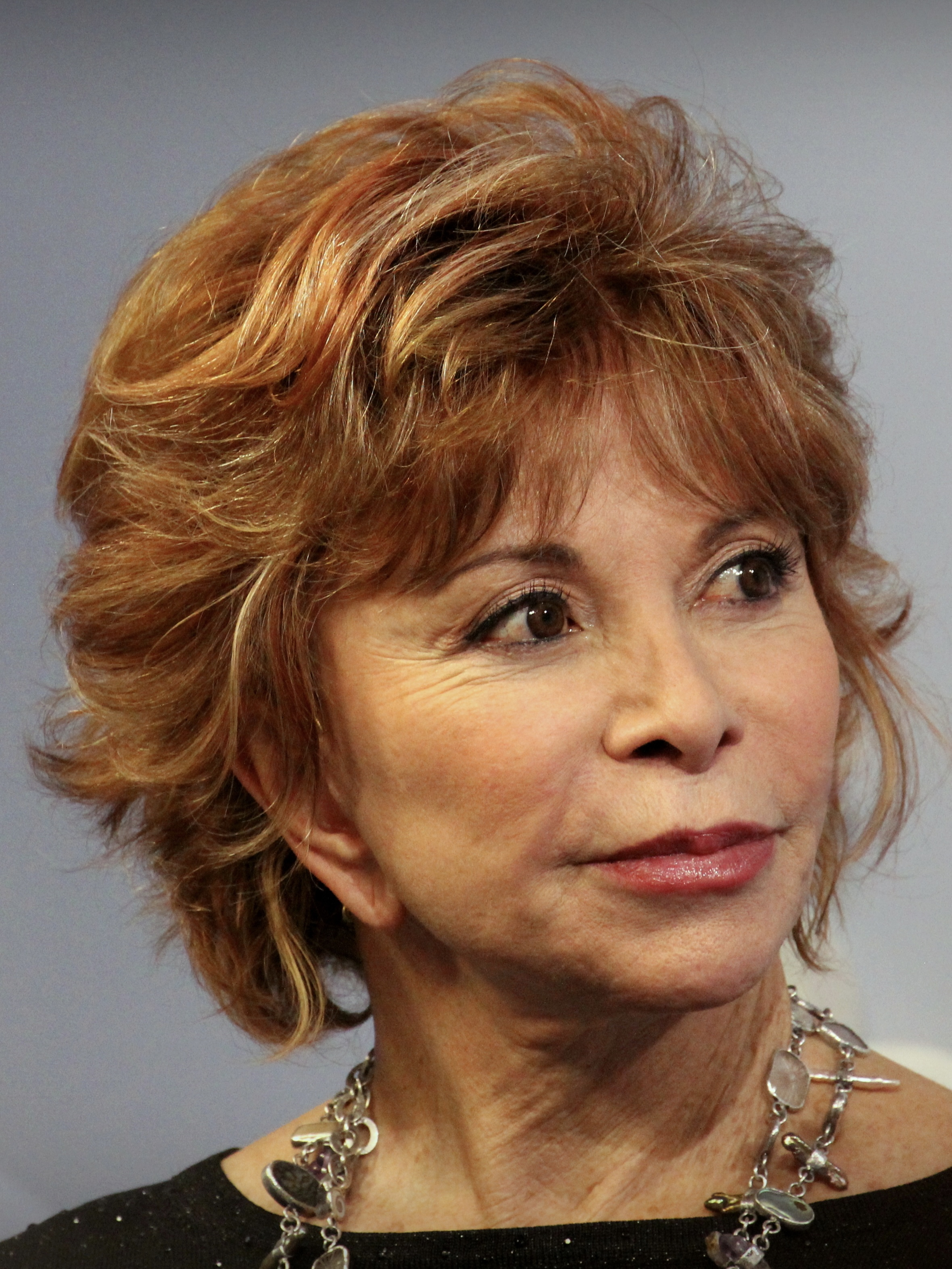
La escritora chilena-estadounidense Isabel Allende.

Los chilenos en Estados Unidos son las personas originarias de Chile o de ascendencia chilena que viven en los Estados Unidos y que poseen la nacionalidad chilena. 
La diáspora chilena es una de las más pequeñas de «hispanoamericanos» en el país norteamericano, aun así y debido a la baja tasa de emigración chilena, es la segunda colonia más grande de expatriados chilenos. El mayor número de chilenos en aglomeraciones urbanas se concentran en las ciudades de Nueva York, Miami y Los Ángeles.

## Historia

### Inmigración chilena en Maryland
La presencia chilena en Maryland se encuentra desde el siglo XIX, principalmente compuesta por las esposas chilenas de oficiales y marinos norteamericanos, entre ellas encontramos a doña Encarnación Iñiguez Vial, hija del exdiputado Manuel Iñiguez y esposa de Dawson Phoenix, Teniente comandante de la cañonera Pocahontas, muerto durante la guerra de Secesión. También encontramos Policarpia Godoy, casada en 1865 con el marino Daniel Fritz de Baltimore.

### Inmigración chilena en California
Los chilenos y otros sudamericanos desde hace mucho tiempo han estado presentes en el estado de California desde la década de 1850 con la fiebre del oro, No todos los chilenos llegaron a los campos de oro. Algunos se quedaron en San Francisco, Sacramento y Stockton, donde con frecuencia trabajaron como albañiles, panaderos, o marinos. Algunos de Santiago se establecieron en diversas empresas, en particular, la importación de harina y equipo de minería de Chile. En la mayoría de las ciudades tienden a congregarse y vivir en áreas específicas de los sectores más pobres de dichas áreas urbanas. En los campos de oro vivían en campamentos separados. En el verano de 1849 los chilenos constituyen el elemento principal de la población en Sonora. Los chilenos con frecuencia trabajaban sus minas con los esfuerzos del grupo. Cuando se descubrió  oro en la localidad de Los placeres, muchos llegaron a  Sonora, los chilenos fueron algunos de los primeros mineros en California para extraer el oro de cuarzo.
Los descendientes de estos chilenos no sólo pueden estar orgullosos de los logros de sus antepasados, sino del propio: son empresarios, jueces, congresistas y otras personas que han dejado sus huellas en la historia del Estado. Muchas de las calles de San Francisco llevan apellidos  de los antiguos residentes de Chile: Atherton, Ellis, Lick, Larkin, Ramírez, Rosales y otros. Las mujeres chilenas también dejaron sus nombres: Mina y Clementina. Manuel Briseño, un periodista de principios de las minas fue uno de los fundadores de la Unión San Diego. Juan Evangelista Reyes fue un pionero de Sacramento al igual que los hermanos Luco. José Manuel Ramírez Rosales  fue uno de los padres fundadores de la ciudad en Marysville. La familia de Leiva poseían gran parte de la tierra en el condado de Marin, incluyendo Fort Ross. Ana Isabel Lynch Ortiz, quien sería la abuela del Che Guevara, nació en San Francisco, hija de la santiaguina Eloísa Ortiz Alfaro. Los chilenos se integraron rápidamente y al igual que sus "Little Chiles," pronto fueron absorbidos por el creciente estado de California, convirtiéndose en parte de la corriente principal de la actual población del "Estado Dorado".
Cada pueblo minero tenía su propio "Chilecito" o "Chile poco". Los restos históricos de los asentamientos influencian los nombres de lugares tales como Chileno Valley del Condado de Marin, Chile Gulch de Calaveras y Chile Bar de Los Placeres, que fue nombrado después de constructores de carreteras de Chile. Los nombres de las ciudades chilenas y los lugares se encuentran a menudo en los nombres de las calles en el norte de California: Valparaíso, Santiago y  La Calera.
Se discute si el famoso bandido que asoló California durante la fiebre del oro Joaquín Murrieta pudo haber nacido en Chile, y si su madre Cherokee, de ascendencia india, se instaló con su familia en Chile a finales del XVIII siglo. El poeta chileno Pablo Neruda publicó la obra Fulgor y Muerte de Joaquín Murieta y utiliza licencia literaria para ampliar la falta de unanimidad sobre los orígenes de Murieta para crear un mártir de Chile Robin Hood. Otra fuente afirma que el origen nacional de Murieta se cambió de México a Chile después de varios transcontinentales y traducidas reimpresiones. Los Chilenos fueron perseguidos por los llamados " yanquis" porque fueron los únicos que se opusieron a los malos tratos, injusticias y arbitrariedades del anglosajón. Tal es el caso del motín ocurrido en el mes julio de 1849 en San Francisco, en que los hispanos, especialmente chilenos, fueron perseguidos y asesinados por bandas  de sujetos anglosajones.-
Debido a su ubicación geográfica en relación con los establecimientos asociados a la California Gold Rush los chilenos desempeñaron un papel integral en la fundación de ciudades como Belmont, San Carlos, y Menlo Park (Condado de San Mateo) en el 1800. North Beach de San Francisco, antes era un barrio conocido como la "Pequeña Santiago". Otras ciudades, como Beverly Hills, Long Beach, Palm Desert (Valle de Coachella), Sacramento, San Diego y Santa Ana (Condado de Orange), tienen comunidades pequeñas de América Latina, pero prevalente de Chile.

### Programa de exención de visa
Durante el primer Gobierno de Sebastián Piñera se iniciaron las negociaciones para incorporar a Chile al Programa de exención de visa (VWP) del Gobierno federal de los Estados Unidos. Bajo este programa se autoriza el ingreso de los ciudadanos chilenos al territorio estadounidense sin necesidad de obtener una visa por periodos de hasta 90 días, por motivos de turismo, visitas, tránsito portuario y aeroportuario y cierta modalidad de negocios. Chile cumplió con todos los requerimientos para ser nominado al ingreso del programa, tales como una tasa de rechazo de visas inferior al tres por ciento, una de las más bajas tasas de inmigración ilegal de latinoamericanos en Estados Unidos y reunir las condiciones de seguridad necesarias; haciéndose efectiva la nominación en junio de 2013. El 10 de marzo de 2014, el vicepresidente estadounidense, Joe Biden, anunció la oficialización de ingreso de Chile al Visa Waiver Program, entrando en vigencia a partir del día 30 del mismo mes.

## Población
Según el censo de 2006 de Estados Unidos, 68 849 personas nacidas en Chile y de padres chilenos viven en dicho territorio, que representan poco más del 12 % de americanos viviendo en los Estados Unidos.

### Por Estados
- Arizona 500
- California 20.000 (estimado)
- Carolina del Norte 924
- Colorado 740
- Connecticut 1.264
- Florida 13.400
- Georgia 872
- Illinois 1.727
- Maryland 2.316
- Massachusetts 1.750
- Míchigan 660
- Minnesota 499
- Misuri 303
- Nevada 697
- Nueva Jersey 5.129
- Nueva York 9.937
- Ohio 616
- Oklahoma 500
- Oregón 607
- Pensilvania 1.162
- Puerto Rico 582
- Texas 2.934
- Utah 1.504
- Virginia 2.040
- Washington 1.229
- Wisconsin 444
- Distrito de Columbia 1.000 (estimado)

## Alto porcentaje de chilenos en pueblos
1. Sleepy Hollow 3,7%
2. Manorhaven 2,7%
3. West Echols 2,5%
4. OysterBay 2,3%
5. Locust Valley 2,2%
6. Mill Neck 2,0%
7. Youngsville 1,9%
8. Mission Bay 1,8%
9. Doral 1,8%
10. Hoonah 1,8%
11. Beatyestown 1,8%
12. Forest Home 1,8%
13. Victory Gardens 1,8%
14. Morenci 1,7%
15. South Palm Beach 1,7%